# Dorothea Frede
Dorothea Aline Frede, geborene von Nicolai (* 5. Juli 1941 in Wien) ist eine deutsche Philosophin und war von 1991 bis zu ihrer Emeritierung 2006 Professorin für Antike Philosophie und Inhaberin des Lehrstuhls für Philosophiegeschichte an der Universität Hamburg. Ihre Schwerpunkte liegen auf der antiken Philosophie (Vorsokratiker, Platon, Aristoteles, Hellenismus) und der mittelalterlichen Philosophie. Weitere Arbeitsschwerpunkte sind die Phänomenologie und Hermeneutik.
Nach dem Studium der Germanistik, Musikwissenschaften, klassischen Philologie und Philosophie in Hamburg und Göttingen wurde sie bei Günther Patzig an der Universität Göttingen mit einer Arbeit über Aristoteles promoviert und war danach fast zwanzig Jahre an diversen Universitäten in den USA tätig, bevor sie 1991 einen Ruf auf eine Professur in Hamburg annahm. Nach ihrer Emeritierung im August 2006 lehrte sie für fünf Jahre wieder in den USA, als Mills Visiting Professor an der University of California, Berkeley.
Seit 2001 ist sie ordentliches Mitglied der Akademie der Wissenschaften zu Göttingen und Foreign Member der American Academy of Arts and Sciences. Von 2004 bis 2007 war sie Vorsitzende der Gesellschaft für antike Philosophie (GANPH) mit Sitz in München. Ihre Publikationsliste umfasst mehrere Monographien, zahlreiche Beiträge zu Sammelbänden, Zeitschriftenaufsätze und Buchrezensionen. Sie gilt international als eine Autorität im Bereich der antiken Philosophie.